# Koprowa Woda

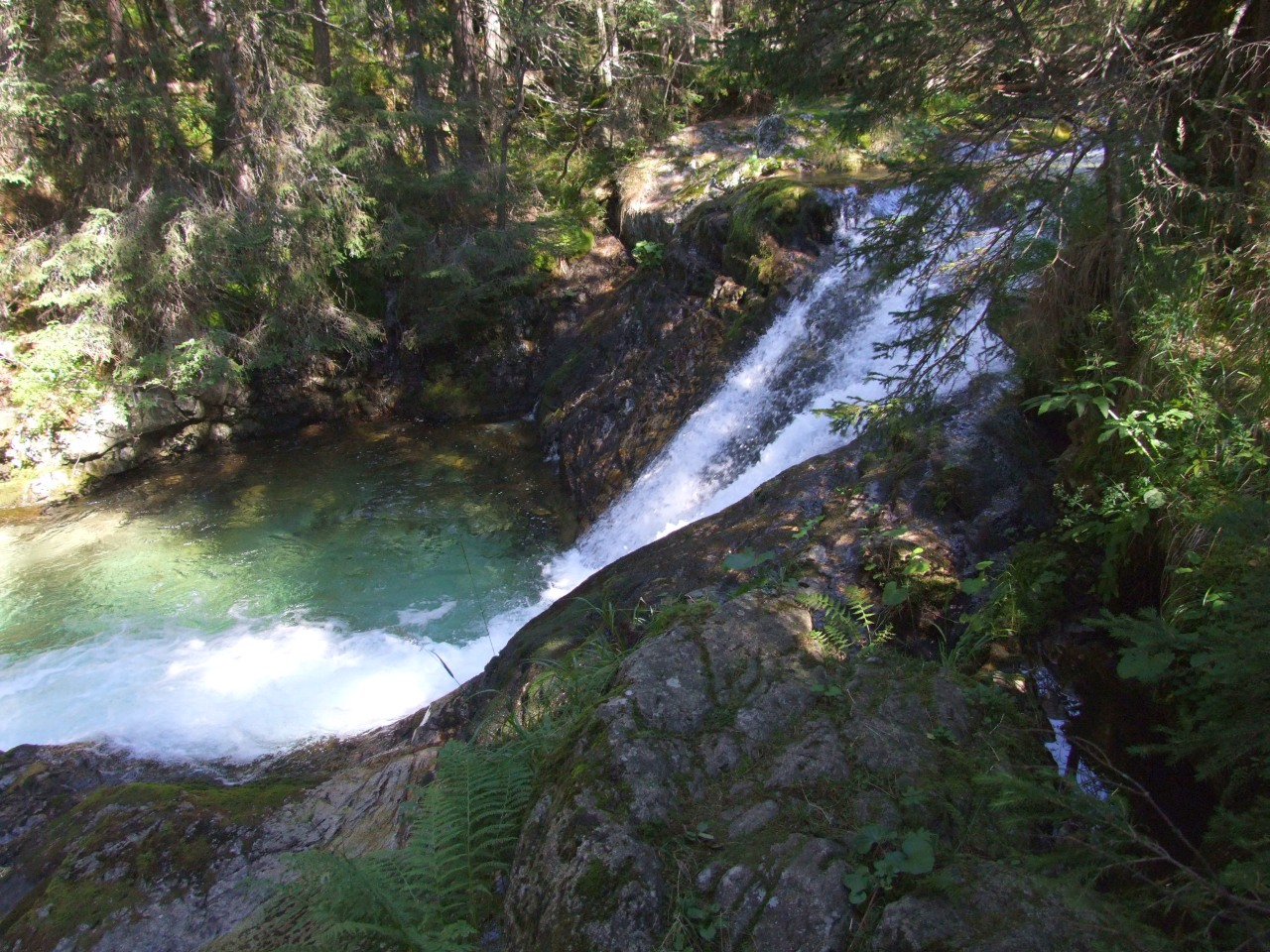
Kaskada i banior na Koprowej Wodzie

Koprowa Woda (słow. Kôprovský potok, niem. Koprovabach, węg. Koprova-patak) – główny ciek wodny Doliny Koprowej w słowackich Tatrach Wysokich. Powstaje w okolicach Ciemnych Smreczyn (na wysokości ok. 1385 m n.p.m.) z połączenia Ciemnosmreczyńskiego Potoku (płynącego z Niżniego Ciemnosmreczyńskiego Stawu w Dolinie Ciemnosmreczyńskiej) i Hlińskiego Potoku (płynącego z Doliny Hlińskiej). Koprowa Woda ma kilka dopływów, są to Niewcyrski Potok, Turkowa Woda, Garajowa Woda i kilka mniejszych potoków spływających spod Krywania. Płynie całą długością Doliny Koprowej, następnie w okolicach Podbańskiej łączy się z Cichą Wodą Liptowską i razem tworzą rzekę – Białą Liptowską.
Koprowa Woda na niektórych odcinkach zanika, woda płynie podziemnymi przepływami. W niektórych miejscach tworzy na skalnych stopniach kaskady o wysokości 3–4 m. Pod nimi powstają głębokie, zielone baniory.

## Szlaki turystyczne
Czasy przejścia podane na podstawie mapy.
  – zielony szlak zaczynający się przy szlaku żółtym z Podbańskiej do Doliny Cichej i biegnący wzdłuż Koprowej Wody do szlaku niebieskiego. Czas przejścia: 1 h w obie strony
  – niebieski szlak od Trzech Źródeł do Doliny Koprowej i dalej jej dnem, a dalej Doliną Hlińską na Wyżnią Koprową Przełęcz.
- Czas przejścia z Trzech Źródeł do odgałęzienia szlaku zielonego na Zawory: 3:15 h w obie strony
- Czas przejścia od szlaku zielonego na przełęcz: 2:15 h, ↓ 2 h